# Sonam Kapoor
Sonam Kapoor (Bombay, Maharashtra, 9 de junio de 1985), también conocida por su nombre de casada Sonam Kapoor Ahuja, es una actriz india popular en el ambiente del cine de Bollywood. Kapoor es una de las actrices mejor pagadas en la industria y ha ganado varios premios y reconocimientos, incluido un Premio Filmfare y un Premio Nacional de Cine.

## Carrera

### Inicios
Hija del actor Anil Kapoor, Sonam estudió teatro y artes dramáticas en Singapur. Se desempeñó como asistente de dirección en la película Black de Sanjay Leela Bhansali. Hizo su debut como actriz en la película dramática de Bhansali Saawariya (2007), por la que fue nominada a un Premio Filmfare en la categoría de mejor debut femenino. Su primer éxito comercial llegó tres años más tarde con I Hate Luv Storys del director Punit Malhotra (2010).

### Reconocimiento
Tras una serie de fracasos comerciales, el sleeper hit Raanjhanaa (2013) marcó un punto de inflexión en su carrera, valiéndole la primera nominación en la categoría de mejor actriz protagónica. Más adelante protagonizó las comedias románticas Khoobsurat (2014) y Dolly Ki Doli (2015), obteniendo por ambas nominaciones a mejor actriz en los Premios Filmfare. Kapoor interpretó a una princesa en el melodrama Prem Ratan Dhan Payo (2015), una de las películas más exitosas económicamente de Bollywood, apareciendo seguidamente en la cinta de suspenso Neerja (2016) y en la comedia Veere Di Wedding (2018), las cuales se encuentran entre las películas hindi de mayor recaudación con una protagonista femenina. Por interpretar el personaje principal en la primera de ellas, recibió una mención especial en los Premios Nacionales de Cine y ganó en la categoría de mejor actriz en los Premios Filmfare Critics.

## Vida personal
Kapoor apoya la concientización sobre el cáncer de mama y los derechos de la comunidad LGBT. Está casada con el empresario Anand Ahuja. La ceremonia fue celebrada el 8 de mayo de 2018 en el suburbio costero de Bandra. Conocida en los medios por su personalidad abierta, a menudo se le reconoce como una de las celebridades más notables de Bollywood. De 2012 a 2016 apareció en la famosa lista Celebrity 100 de la revista Forbes India en función de sus ingresos y popularidad. Fue nombrada la mujer del año en La India por la revista GQ en 2013.
Kapoor ha apoyado a varias organizaciones caritativas por diversas causas. En 2009 participó en el desfile de modas de los Premios IIFA, que apoya a las viudas y huérfanos de los trabajadores de la industria cinematográfica india. Representando a la fundación Personas por el Trato Ético de los Animales (PETA), escribió una carta al Ministro de Interior de Maharashtra, R. R. Patil, en protesta por el uso del hilo curado recubierto de vidrio (utilizado en los volantines), ya que pone en peligro la vida de las aves que quedan atrapadas en ellos. En 2018, sin embargo, atrajo cierta controversia cuando declaró su apoyo al actor Salman Khan tras su condena por cazar un antílope cervicapra en peligro de extinción, a pesar de sus críticas anteriores a la caza deportiva.
Está casada con el empresario Anand Ahuja. En marzo de 2022 anunció que esperaba su primer hijo. Su hijo nació el 20 de agosto de ese año.

## Filmografía

### Cine
| Año  | Título                          | Rol                                | Notas                                                  |
| ---- | ------------------------------- | ---------------------------------- | ------------------------------------------------------ |
| 2005 | Black                           | —                                  | Asistente de dirección                                 |
| 2007 | Saawariya                       | Sakina                             |                                                        |
| 2009 | Delhi-6                         | Bittu Sharma                       |                                                        |
| 2010 | I Hate Luv Storys               | Simran                             |                                                        |
| 2010 | Aisha                           | Aisha Kapoor                       |                                                        |
| 2011 | Thank You                       | Sanjana Malhotra                   |                                                        |
| 2011 | Mausam                          | Aayat Rasool                       |                                                        |
| 2012 | Players                         | Naina Braganza                     |                                                        |
| 2013 | Bombay Talkies                  | Ella misma                         | Aparición especial en la canción «Apna Bombay Talkies» |
| 2013 | Raanjhanaa                      | Zoya Haider                        |                                                        |
| 2013 | Bhaag Milkha Bhaag              | Biro                               |                                                        |
| 2014 | Bewakoofiyaan                   | Mayera Sehgal                      |                                                        |
| 2014 | Khoobsurat                      | Dra. Mrinalini "Milli" Chakravarty |                                                        |
| 2015 | Dolly Ki Doli                   | Dolly                              |                                                        |
| 2015 | Prem Ratan Dhan Payo            | Rajkumari Maithili Devi            |                                                        |
| 2016 | Neerja                          | Neerja Bhanot                      |                                                        |
| 2018 | Pad Man                         | Pari Walia                         |                                                        |
| 2018 | Veere Di Wedding                | Avni Sharma                        |                                                        |
| 2018 | Sanju                           | Ruby                               |                                                        |
| 2019 | Ek Ladki Ko Dekha Toh Aisa Laga | Sweety Chaudhary                   |                                                        |